# Mattino Norba
Mattino Norba è un programma televisivo italiano in onda dal 28 ottobre 2019 in diretta su Telenorba dal lunedì al venerdì e in replica su TG Norba 24 con la conduzione di Antonio Procacci e Mary de Gennaro.

## Il programma
Il programma è un rotocalco mattutino che si occupa di temi che variano dalla cronaca e attualità al lifestyle e cucina con ospiti in studio e inviati della redazione del TG Norba 24. Nella prima parte del programma il conduttore e giornalista Antonio Procacci in studio con il direttore del Tg Norba Enzo Magistà commentano le notizie del giorno di cronaca, politica ed economia nazionale e regionale. In seguito, il conduttore e giornalista Antonio Procacci si occupa della rassegna stampa leggendo i titoli dei vari quotidiani nazionali e locali. Si prosegue con le notizie di cronaca e attualità con collegamenti sul posto di giornalisti inviati della redazione del TG Norba 24. La seconda parte condotta da Mary de Gennaro si occupa fra i vari temi di bon ton, lifestyle e cucina. 

### Edizioni
| Edizione | Periodo           | Periodo        | Conduzione       | Conduzione      | Studio                                  |
| Edizione | Inizio            | Fine           | Conduzione       | Conduzione      | Studio                                  |
| -------- | ----------------- | -------------- | ---------------- | --------------- | --------------------------------------- |
| 1ª       | 28 ottobre 2019   | 3 luglio 2020  | Antonio Procacci | Mary de Gennaro | Studio 5 CPTV di Telenorba (Conversano) |
| 2ª       | 7 settembre 2020  | 2 luglio 2021  | Antonio Procacci | Mary de Gennaro | Studio 5 CPTV di Telenorba (Conversano) |
| 3ª       | 6 settembre 2021  | 1° luglio 2022 | Antonio Procacci | Mary de Gennaro | Studio 5 CPTV di Telenorba (Conversano) |
| 4ª       | 27 settembre 2022 | 30 giugno 2023 | Antonio Procacci | Mary de Gennaro | Studio 5 CPTV di Telenorba (Conversano) |
| 5ª       | 18 settembre 2023 | 28 giugno 2024 | Antonio Procacci | Mary de Gennaro | Studio 5 CPTV di Telenorba (Conversano) |
| 6ª       | 16 settembre 2024 | 27 giugno 2025 | Antonio Procacci | Mary de Gennaro | Studio 5 CPTV di Telenorba (Conversano) |

#### Prima edizione (2019-2020)
La prima edizione è andata in onda dal 28 ottobre 2019 al 3 luglio 2020 ed è stata condotta da Antonio Procacci e Mary de Gennaro, in diretta su Telenorba e TG Norba 24, dal lunedì al venerdi dalle 8:00 alle 11:30.

#### Seconda edizione (2020-2021)
La seconda edizione è andata in onda dal 7 settembre 2020 al 2 luglio 2021 ed è stata condotta da Antonio Procacci e Mary de Gennaro, in diretta su Telenorba e TG Norba 24, dal lunedì al venerdi dalle 8:00 alle 11:30. Dal 7 giugno al 2 luglio 2021 il programma è stato condotto solamente da Mary de Gennaro dalle 8:00 alle 11:00.

#### Terza edizione (2021-2022)
La terza edizione è andata in onda dal 6 settembre 2021 al 1° luglio 2022 ed è stata condotta da Antonio Procacci e Mary de Gennaro, in diretta su Telenorba e TG Norba 24 (sino al 10 Aprile 2022), dal lunedì al venerdì dalle 8:00 alle 11:30.

#### Quarta edizione (2022-2023)
La quarta edizione è andata in onda dal 27 settembre 2022 al 30 giugno 2023 ed è stata condotta da Antonio Procacci e Mary de Gennaro, in diretta su Telenorba e in replica su TG Norba 24, dal lunedì al venerdi dalle 8:00 alle 12:00.

#### Quinta edizione (2023-2024)
La quinta edizione è andata in onda dal 18 settembre 2023 al 28 giugno 2024 ed è stata condotta da Antonio Procacci e Mary de Gennaro, in diretta su Telenorba e in replica su TG Norba 24, dal lunedì al venerdi dalle 8:00 alle 12:30. Dal 1° luglio 2024 al 2 agosto 2024 è andata in onda la prima edizione di Mattino Norba Estate condotta da Mayra Pietrocola e Maurizio Spaccavento.

#### Sesta edizione (2024-2025)
La sesta edizione è andata in onda dal 16 settembre 2024 al 27 giugno 2025 ed è stata condotta nuovamente da Antonio Procacci e Mary de Gennaro con la partecipazione di Federica Maggellino, in diretta su Telenorba e in replica su TG Norba 24, dal lunedì al venerdi dalle 8:00 alle 12:30. Dal 21 settembre 2024 al 29 giugno 2025 il sabato e la domenica dalle 10:45 alle 13:25 è andato in onda Mattino Norba Weekend condotto da Maurizio Spaccavento e Mayra Pietrocola con la partecipazione di Michele Conenna. Dal 3 marzo 2025 il programma è andato in onda dalle 8:00 alle 13:25 con una pausa dalle 9:40 alle 10:30 per la trasmissione della telenovelas Cuore selvaggio. Dal 30 giugno 2025 al 1° agosto 2025 è andata in onda la seconda edizione di Mattino Norba Estate condotta da Valentina De Palma con la partecipazione di Michele Conenna.